# Izvorul Sissi Stefanidi
Izvorul Sissi Stefanidi, amplasat în anul 1927 în Parcul Cișmigiu din București, este o sculptură realizată de Ion Dimitriu-Bârlad din piatră de Bașchioi.

Monumentul reprezintă o mamă, îndurerată de moartea fiicei sale, care toarnă apă dintr-un ulcior. În partea de jos a statuii este săpată inscripția: 
| ISVORUL SISSI ÎNCHINAT SCUMPEI MELE COPILE SISSI STEFANIDI |

Statuia a fost ridicată la cererea familiei Stefanidi, după moartea fiicei lor, Sissi, la vârsta de 21 de ani. Locul pe care este amplasată statuia aparținuse familiei Stefanidi și a fost donat către primăria orașului pentru construirea Noii Grădini.
Statuia este înscrisă în Lista monumentelor istorice 2010 - Municipiul București - la nr. crt. 2369, cod LMI B-III-m-B-20050.